# Saintpaulia (ferry)
Pour l’article homonyme, voir Saintpaulia.
Le Saintpaulia (せんとぽーりあ, Sentopōria) est un ferry ayant appartenu à la compagnie japonaise Nippon Car Ferry. Construit de 1970 à 1971 par les chantiers Nippon Kokan de Shimizu, il est le deuxième d'une série de quatre navires identiques. Mis en service en mars 1971 sur les liaisons entre les îles d'Honshū et de Kyūshū, il dessert dans un premier temps la préfecture de Miyazaki au départ du Kantō puis du Kansai à partir de 1972. Transféré au sein de Seacom Ferry en 1990 puis de Marine Express en 1992, il est ensuite revendu à l'étranger en 1993 à la suite de la mise en service d'unités plus imposantes. Acquis par la compagnie philippine Negros Navigation, il est renommé San Paolo et affecté à la desserte des lignes inter-îles philippines. Retiré du service en 2011, il est démoli cette même année en Chine.

## Histoire

### Origines et construction
En 1970, la compagnie Nippon Car Ferry, exploitant depuis 1965 de petits navires entre différents ports de la baie de Tokyo, décide de l'ouverture d'une ligne reliant Tokyo à l'île de Kyūshū. Afin de proposer le maximum de fréquences, la compagnie envisage la mise en service de quatre navires identiques.
Premiers navires de la compagnie spécialement conçus pour le long cours, ces quatre unités, mesurant 118 mètres de longueur, sont prévues pour transporter environ 1 000 passagers et une centaine de véhicules à la vitesse de 19 nœuds. Contrairement à la plupart des car-ferries au Japon, plutôt orientés vers le transport de fret, leur conception est davantage centrée sur le transport des passagers. Leurs aménagements offrent donc un maximum de confort avec deux espaces de restauration, un izakaya traditionnel ainsi que des cabines privatives en 1re classe et des dortoirs en classe Touriste. Pour permettre une mise en service simultanée des quatre navires pour l'année 1971, leur construction est confiée à deux chantiers différents. Les chantiers Mitsubishi Heavy Industries de Kobe s'occupent ainsi de la réalisation du Phenix et de l‘Hibiscus tandis que le constructeur Nippon Kokkan de Shimizu s'affairent à celles du Saintpaulia et du Bougainvillea.
Le Saintpaulia est mis sur cale courant 1970 et lancé le 2 octobre. Il est ensuite achevé durant environ cinq mois avant d'être livré à Nippon Car Ferry.

### Service

#### Nippon Car Ferry/Seacom Ferry/Marine Express (1971-1993)
Le Saintpaulia est mis en service en mars 1971 entre Kawasaki et Hyūga dans la préfecture de Miyazaki. Il entre en service simultané avec le Phenix, sorti des chantiers Mitsubishi Heavy Industries. Ils sont rejoints au mois d'avril par leurs jumeaux Hibiscus et Bougainvillea. 
En mai 1972, le Saintpaulia et l‘Hibiscus sont affrétés par la filiale Miyazaki Car Ferry pour desservir une nouvelle ligne au départ d'Ōsaka. Ils retournent quelques mois plus tard au sein de Nippon Car Ferry qui décide finalement de desservir les lignes depuis le Kansai sous ses propres couleurs. Le Saintpaulia est transféré au départ de Kobe.
En 1974, l'arrivée du Takachiho Maru et du Mimitsu Maru, plus imposants et plus rapides, entre Kawasaki et Hyūga entraîne le redéploiement des unités de la flotte. Il apparaît progressivement que le Saintpaulia et ses jumeaux ne sont pas adaptés aux lignes du Kansai, en particulier celle au départ de Kobe, par laquelle transite moins de passagers et davantage de fret. Ainsi, entre 1975 et 1976, les navires de la première génération sont remplacés par deux unités achetées sur le marché de l'occasion et dotés d'une plus forte capacité de roulage. Toutefois, contrairement à ses jumeaux, tous vendus en Algérie, le Saintpaulia est conservé entre Ōsaka et Hyūga aux côtés du Hamayu.
En 1990, Nippon Car Ferry, en proie à d'importantes difficultés financières, est rachetée par la société Seacom. Le Saintpaulia, à l'instar des autres navires de la flotte, est alors transféré au sein de la nouvelle entité Seacom Ferry qui reprend les activités de Nippon Car Ferry. C'est également à cette période que le port d'arrivée de la ligne d'Ōsaka est déménagé à Miyazaki. 
En 1992, Seacom Ferry rompt toutefois ses relations avec sa maison mère. La compagnie change une nouvelle fois de nom et devient Marine Express. À l'occasion, la coque du navire est repeinte en rouge.
Le 27 mai vers 3 h 52, alors que le Saintpaulia se trouve à 2,6 milles au large du cap Ashizuri, le car-ferry entre en collision avec le cargo Shyuri. Les deux navires, qui manœuvraient de manière à s'éviter, n'ont pas pu s'écarter à temps, occasionnant un frottement au niveau de leurs parties arrière respectives. Le Shyuri avait, de plus, signalé sa position trop tardivement. 
En juin 1993, l'arrivée du nouveau Phoenix Express entre Kawasaki et Hyūga entraîne le déplacement du Takachiho Maru sur la ligne d'Ōsaka en remplacement du Saintpaulia. Le navire est vendu en décembre à la compagnie philippine Negros Navigation.

#### Negros Navigation (1993-2011)
Livré à son nouveau propriétaire, le navire est rebaptisé San Paolo. Après quelques transformations, il entre en service courant 1993 sur les lignes inter-îles philippines.
Retiré du service en juin 2011, il est vendu à la société émirienne DTA Ship Trading qui lui fait effectuer son dernier voyage à destination de Xinhui en Chine où il est démantelé au mois d'août par les chantiers Jiangmen Yinhu Ship Breaking.

## Aménagements
Le Saintpaulia possédait 8 ponts. Si le navire s'étend en réalité sur 9 ponts, l'un d'entre eux était inexistant au niveau du garage afin de permettre au navire de transporter du fret. Les locaux passagers occupaient principalement les ponts 5 et 6 ainsi qu'une partie du pont 4 tandis que le pont 7 était consacré à l'équipage. La totalité du pont 3 et l'arrière du pont 4 abritait quant à eux le garage. 

### Locaux communs
Durant sa carrière sous pavillon japonais, les passagers avaient à leur disposition un restaurant-cafétéria, un grill, un salon, un izakaya, un cinéma, un sauna, deux sentō (bains publics) ainsi que des salles de jeux de cartes aux ponts inférieurs.

### Cabines
À l'époque japonaise, le Saintpaulia était équipé d'une suite à deux places, 9 cabines luxe à quatre de style japonais, 12 cabines luxe à deux de style occidental, 34 cabines de 1re classe à quatre de style occidental et 15 à six de style japonais. Les passagers de la classe Touriste étaient quant à eux logés dans des dortoirs situés à l'avant du navire.
Durant sa carrière aux Philippines, son pont garage supérieur est transformé en dortoir.

## Caractéristiques
Le Saintpaulia mesurait 118 mètres de long et 20,40 mètres de large ; son tonnage était à l'origine de 5 960 UMS avant d'être abaissé en 1993 à 5 909 UMS. Il pouvait embarquer 1 010 passagers et possédait un garage pouvant à l'origine contenir 111 véhicules particuliers ainsi que 40 remorques. Le garage était accessible par deux portes rampes axiale, l'une située à la proue et l'autre à la poupe. Dans les années 2000, sa porte-rampe arrière sera installée du côté tribord. La propulsion du Saintpaulia était assurée par deux moteurs Diesel Pielstick-Nippon Kokan 12PC2V développant une puissance de 8 200 kW entrainant deux hélices à pas variables KaMeWa faisant filer le bâtiment à une vitesse de 19 nœuds. Il était également doté d'un stabilisateur anti-roulis à ailerons repliables. Les dispositifs de sécurité se composaient essentiellement de radeaux de sauvetage.

## Lignes desservies
Pour Nippon Car Ferry, Seacom Ferry, puis Marine Express de 1971 à 1993, le Saintpaulia a relié les îles d'Honshū et de Kyūshū, d'abord sur la ligne Kawasaki - Hyūga, puis Kobe - Hyūga en 1972 avant d'être finalement affecté à la ligne Ōsaka - Hyūga. À partir de 1990, la port d'arrivée du navire est déménagé de Hyūga à Miyazaki.
Pour Negros Navigation de 1993 à 2011, le navire effectuait la ligne Manille - Cebu - Tagbilaran - Iligan - Ozamiz.